# Noualhierella
Noualhierella is een geslacht van wantsen uit de familie van de Reduviidae (Roofwantsen). Het geslacht werd voor het eerst wetenschappelijk beschreven door André Villiers in 1951.

## Soorten
Het genus bevat de volgende soorten:

- Noualhierella linnavuorii Chlond, 2016
- Noualhierella longiceps Villiers, 1951
- Noualhierella peyrierasi Villiers, 1968